# جيمس تشايلد
جيمس تشايلد (بالإنجليزية: James Child)‏ هو حكم بريطاني، ولد في 4 يوليو 1983 في ويكفيلد في المملكة المتحدة.